# Bipalium javanum
Bipalium javanum (auch Java-Breitkopfplanarie) ist eine Art der zu den Plattwürmern gehörenden Landplanarien der Unterfamilie Bipaliinae. Sie ist in Indonesien heimisch und gilt als endemisch.

## Merkmale
Die meisten Exemplare der Art Bipalium javanum weisen eine Körperlänge bis zu 20 Zentimeter, sowie eine Breite bis zu 0,5 Zentimeter und eine Kopfbreite bis zu 1 Zentimeter auf. Bipalium javanum ist äußerlich gekennzeichnet und unterscheidbar von weiteren Arten der Gattung Bipalium durch seine markante schwarze Färbung, eine am Bauch verlaufende weiße Längslinie, sowie eine hammerähnliche Kopfform.

## Ernährung
Bipalium javanum jagt hauptsächlich Regenwürmer, Schnecken und Larven, er ernährt sich jedoch auch kannibalistisch. Um Beute zu fangen, nutzt Bipalium javanum Chemorezeptoren, welche sich am Kopf und in der Bauchregion des Tieres befinden. Sobald die Beute gefangen ist, sondert es einen Schleim aus der Bauchregion ab; anschließend werden Verdauungsenzyme aus dem Pharynx der Planarie freigesetzt, welche die Beute verdauen. Ist dies geschehen, saugt der Wurm seine Beute durch den Pharynx auf.

## Verbreitung
Bipalium javanum ist ausschließlich in Indonesien verbreitet.